# Deutsches Meisterschaftsrudern 1890
Das 9. Deutsche Meisterschaftsrudern wurde 1890 in Hamburg ausgetragen. Wie in den Jahren zuvor wurde nur im Einer der Männer ein Meister ermittelt. Deutscher Meister wurde Ferdinand Leux von der Frankfurter Rudergesellschaft Germania 1869.

## Medaillengewinner
| Bootsklasse | Gold                                          | Silber                                 | Bronze                  |
| ----------- | --------------------------------------------- | -------------------------------------- | ----------------------- |
| Einer       | Ferdinand Leux (Frankfurter RG Germania 1869) | Paul Wolff (RV Sport-Germania Stettin) | nur zwei Boote am Start |